# Prairie Chapel Ranch

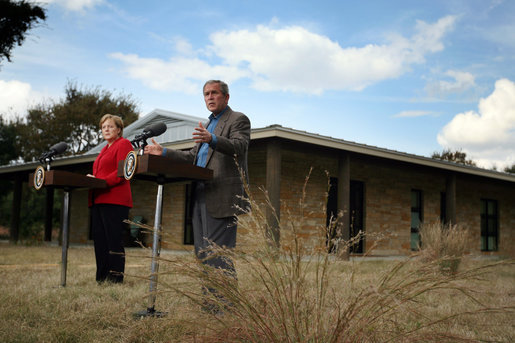
President Bush en de Duitse bondskanselier Angela Merkel op de ranch in 2007.

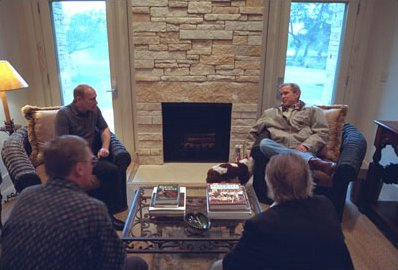
Bush en zijn Russische ambtgenoot Vladimir Poetin ontmoetten elkaar voor het eerst op de Prairie Chapel Ranch in 2001.

De Prairie Chapel Ranch is een 6,4 km² grote ranch in McLennan County, in de Amerikaanse staat Texas. George W. Bush kocht het domein in 1999, toen hij gouverneur van Texas was en twee jaar voor hij president van de Verenigde Staten zou worden. Tijdens Bush' presidentschap werd Prairie Chapel Ranch gebruikt als zijn Western White House, waar hij buitenlandse hoogwaardigheidsbekleders ontving. De ranch ligt net buiten Crawford, een dorpje in de omgeving van de stad Waco.
De ranch is vernoemd naar de nabijgelegen Prairie Ranch School, die op het land van de 19e-eeuwse, Duitse immigrant Heinrich Engelbrecht werd gebouwd. De huidige ranch van Bush bestaat uit land dat vroeger van Engelbrecht was.

## Woning
Het huis werd in opdracht van George W. Bush ontworpen door David Heymann, professor architectuur aan de Universiteit van Texas. De woning bestaat uit één bouwlaag en is 373 m² groot. Er zijn vier slaapkamers. Er werd gekozen voor inheemse, honingkleurige kalksteen.
Het huis werd ontworpen met het oog op milieuvriendelijkheid. Door de ligging neemt het huis in de winter de warmte van het zonlicht op. Er wordt gebruikgemaakt van geothermale warmtepompen en in ondergrondse waterreservoirs wordt regenwater verzameld, dat samen met het gezuiverd afvalwater gebruikt wordt om de tuin te besproeien.

## Bezoekers
Enkele buitenlandse hoogwaardigheidsbekleders die te gast waren op de ranch, zijn:
- Vladimir Poetin, president van Rusland, in november 2001
- Tony Blair, premier van het Verenigd Koninkrijk, in april 2002
- Koning Abdoellah van Saoedi-Arabië, in april 2002 en april 2005
- Jiang Zemin, president van China, in augustus 2002
- José María Aznar, premier van Spanje, in februari 2003
- John Howard, premier van Australië, in mei 2003
- Junichiro Koizumi, premier van Japan, in mei 2003
- Silvio Berlusconi, premier van Italië, in juli 2003
- Vicente Fox, president van Mexico, in maart 2004 en maart 2005
- Hosni Moebarak, president van Egypte, in april 2004
- Koning Juan Carlos en koningin Sofía van Spanje, in november 2004
- Paul Martin, premier van Canada, in maart 2005
- Ariel Sharon, premier van Israël, in april 2005
- Álvaro Uribe, president van Colombia, in augustus 2005
- Angela Merkel, bondskanselier van Duitsland, in november 2007
- Anders Fogh Rasmussen, premier van Denemarken, in februari 2008